# Cráneo Rojo
Red Skull (Johann Schmidt), traducido como Cráneo Rojo, Calavera Roja, Cabeza roja o la Cara roja, es un supervillano Alemán que aparece en los cómics estadounidenses publicados por Marvel Comics y su predecesor Timely Comics. Apareció en Captain America Comics # 1 (marzo de 1941), creado por Joe Simon y Jack Kirby. Originalmente retratado como un agente nazi y protegido de Adolf Hitler durante la Segunda Guerra Mundial, el Cráneo Rojo es considerado el archienemigo del superhéroe Capitán América. Inicialmente vistiendo una temible máscara de calavera de muerte sangre roja que simboliza la carnicería y el caos para intimidar, décadas después de la guerra, Schmidt sufre una desfiguración horrible que coincide con su persona después de una cadena de eventos que culminó en una pelea con el Capitán América.
El Cráneo Rojo ocupó el puesto número 21 en la lista de los 100 mejores villanos de la revista Wizard y fue clasificado como el 14.º villano de cómics de IGN más grande de todos los tiempos. Es uno de los villanos más malvados de Marvel Comics. El personaje se ha adaptado a una variedad de otras plataformas de medios, incluidas series de televisión animadas, videojuegos y largometrajes de acción en vivo. Fue interpretado por el actor Scott Paulin en la película Capitán América de 1990 directamente en video. En el Universo Cinematográfico de Marvel, el personaje fue interpretado por Hugo Weaving en Capitán América: el primer vengador (2011) y será el villano del Capitán América en los años 40 y Ross Marquand lo interpreta en la película Avengers: Infinity War (2018) y en su secuela Avengers: Endgame (2019). Marquand expresó una versión alternativa del personaje en la serie animada de Disney+, ¿Qué pasaría si...? (2021).

## Historial de publicación
Mientras consideraba las ideas de un archienemigo apropiado para el Capitán América, el escritor y artista Joe Simon vio cómo un helado de chocolate caliente se derretía y notó que se parecía a una figura humana. Inspirado, Simon al principio consideró llamar a su nuevo villano "Hot Fudge". Sin embargo, como la cereza en la parte superior del helado parecía un cráneo expuesto, finalmente optó por "Calavera Roja" como un apodo más apropiado. El Cráneo Rojo original fue introducido en Timely Comics, Capitán América Comics # 1 (marzo de 1941), que fue escrito y dibujado por el equipo de Joe Simon y Jack Kirby.
El Skull debía aparecer nuevamente en el número 3 de Captain America Comics. Como en el número 1, la identidad secreta de Red Skull es George Maxon, el propietario de Maxon Aircraft Company que fabrica aviones para el Ejército de los EE. UU. Maxon usa una máscara para crear el aspecto del cráneo rojo y su rostro a menudo está expuesto. Como Red Skull, Maxon intenta robar bancos para recaudar dinero para derrocar al gobierno de los Estados Unidos. En el cómic dice: "Por supuesto que te das cuenta de que el elemento principal para derrocar al gobierno es el dinero".
Una versión nueva y más duradera de Red Skull se presentó en Captain America # 7 (octubre de 1941). Este cráneo dice ser el verdadero y afirma que George Maxon no era más que un peón que se hacía pasar por el cráneo rojo. En los cómics posteriores, este cráneo rojo se identifica como el nazi, Johann Schmidt.
Después de una ausencia de cómics durante muchos años, tanto Capitán América como Red Skull fueron traídos de regreso en 1954 en Young Men Comics # 24, en una historia titulada "Back From The Dead". Aquí, Red Skull, pensando que el Capitán América estaba muerto, dejó la política y comenzó una gran empresa criminal en los Estados Unidos. En su próxima aparición, en el número 27, Red Skull es una vez más dado por muerto.
El personaje fue posteriormente revivido durante la Edad de Plata de los cómics, primero en Tales of Suspense #65 (mayo de 1965) en una historia del período de la Segunda Guerra Mundial del Capitán América, y luego se estableció como un villano contemporáneo en el número 79 (julio de 1966). En ese número se revela que Red Skull, como Steve Rogers, había estado en animación suspendida desde la Segunda Guerra Mundial.
Durante décadas, el verdadero rostro del personaje estuvo oculto, pero en el Capitán América # 297 (septiembre de 1984) el Cráneo Rojo se desenmascara frente al Capitán América y su rostro, aunque extremadamente envejecido, está completamente revelado. En el próximo número, Red Skull vuelve a contar su historia con su rostro completamente visible en sus distintas edades. Cuando se revela que el personaje está vivo en el número 350 (febrero de 1989), en una historia llamada "Resurrección", de Mark Gruenwald, la cara del cuerpo original de Johann Schmidt se oculta de nuevo, pero la cara de Skull es totalmente visible, aunque en Su copia clonada del cuerpo del Capitán América.
El origen del personaje se ilustra más completamente en la serie limitada, Cráneo rojo: Encarnado, con la cara de Schmidt completamente visible nuevamente.

## Biografía

### Johann Schmidt
Johann Schmidt era un exgeneral oficial nazi y confidente de Adolf Hitler. Ha estado íntimamente afiliado con Hydra y es enemigo de S.H.I.E.L.D., Los Vengadores, y otros intereses de los Estados Unidos y el mundo en general. Fue físicamente mejorado al traspasar su cerebro al cuerpo de un clon del Capitán América, que se encuentra en el pináculo de la perfección humana. Estuvo presuntamente muerto en el pasado, solo para regresar al tiempo una y otra vez para plagar el mundo con esquemas de dominación global y genocidio.

#### Era Segunda Guerra Mundial
Johann Schmidt nació en un pueblo en Alemania de Hermann Schmidt y Martha Schmidt. Su madre murió al dar a luz, y su padre culpó a Johann por su muerte. El padre de Johann intentó ahogar al bebé, solo para que lo detuviera el médico de cabecera; Más tarde se suicidó, dejando a Johann huérfano. El médico llevó a Johann a un orfanato, donde el niño llevaba una existencia solitaria. Johann se escapó del orfanato cuando tenía siete años y vivía en las calles como mendigo y ladrón. A medida que creció, trabajó en varios trabajos de baja categoría, pero pasó la mayor parte de su tiempo en prisión por delitos que van desde la vagancia hasta el robo.
De joven, Schmidt era empleado de vez en cuando por un comerciante judío, cuya hija Esther era la única persona que había tratado a Schmidt amablemente hasta ese momento. Atrapado por la pasión de Esther, Schmidt intentó imponerse, solo para que ella lo rechazara. En una furia irreflexiva, Schmidt la asesinó. Schmidt huyó de la escena con terror, pero también sintió una alegría extática al cometer su primer asesinato. Al matar a Esther, él había dado rienda suelta a la rabia por el mundo que se había ido acumulando en él a lo largo de su joven vida.
Según la versión oficial de la historia contada por Red Skull y los nazis, Schmidt conoció a Hitler mientras trabajaba como botones en un hotel. Esto ocurrió durante su adolescencia, casi al mismo tiempo que el Partido Nazi ganó el poder en Alemania. Schmidt terminó sirviendo las habitaciones de Hitler en el hotel. Por casualidad, Schmidt estuvo presente trayendo refrigerios cuando el Führer regañaba furiosamente a un oficial por dejar escapar a un espía, durante el cual Hitler declaró que podía crear un mejor nacionalsocialista fuera del botones. Mirando de cerca al joven y sintiendo su oscura naturaleza interna, Hitler decidió actuar de acuerdo con sus palabras y reclutó a Schmidt. En la miniserie Cráneo Rojo: Encarnado, se ha revelado que Schmidt en realidad organizó su reunión con el Führer disfrazado de botones, engañando a su compañero huérfano Dieter para que intentara matar a Hitler y luego aprovechara esta oportunidad para salvar la vida de Hitler.
Insatisfecho con la instrucción estándar que sus subordinados usaban para entrenar a Schmidt, Hitler se hizo cargo personalmente, entrenando a Schmidt como su mano derecha. Al finalizar, Hitler le dio a Schmidt un uniforme único con una grotesca máscara de cráneo rojo, y emergió como el Cráneo Rojo (en alemán literal: Roter Totenkopf o Roter (Toten-) Schädel) por primera vez. Su papel fue la encarnación de la intimidación nazi, mientras que Hitler podría seguir siendo el líder popular de Alemania. Con ese fin, Red Skull fue nombrado jefe de actividades terroristas nazis con un gran papel adicional en el espionaje externo y el sabotaje. Tuvo éxito, causando estragos en toda Europa en las primeras etapas de la Segunda Guerra Mundial. El efecto de propaganda fue tan grande que el gobierno de los Estados Unidos decidió contrarrestarlo creando su propio equivalente utilizando el receptor del Proyecto Renacido perdido: Steve Rogers.
En Europa durante la guerra, Cráneo Rojo tomó el mando personal de muchas acciones militares y supervisó personalmente las tomas y saqueos de muchas ciudades y pueblos; en varios casos, Cráneo Rojo ordenó y supervisó la erradicación de toda la población de tales comunidades. Cráneo Rojo también organizó una Manada de Lobos de U-Boats que aprovecharon el envío a todo el mundo, a menudo bajo el mando personal de Cráneo Rojo.
Al principio, Hitler se enorgullecía de los éxitos de su protegido y dejó que Cráneo Rojo tuviera todo lo que quería. Así, Hitler financió la construcción de bases secretas para el Cráneo Rojo en varios lugares del mundo, muchos de los cuales estaban equipados con armas y dispositivos experimentales altamente avanzados desarrollados por científicos nazis. Cráneo Rojo estaba particularmente interesado en adquirir armas tecnológicas que pudieran usarse para propósitos de subversión y guerra. Durante la guerra, robó planes para el nullatron, un dispositivo que podía controlar las mentes humanas, adaptó un dispositivo de distorsión del espacio desarrollado por el científico cibernético llamado Brain Drain, y encargó a los científicos nazis que desarrollaran un proyector que pudiera rodear y suspender secciones de ciudades dentro de esferas de energía.
Pero mientras Red Skull siempre admiraba a Hitler por su visión ideológica, nunca estuvo completamente satisfecho con ser el subordinado de Hitler. Cráneo Rojo secuestró y mató a muchos de los asesores más cercanos de Hitler y en algún momento se convirtió en el segundo hombre más poderoso del Tercer Reich. Ahora Hitler ya no podía controlar eficazmente a Cráneo Rojo y llegó a temerle, especialmente porque Cráneo Rojo no había ocultado su ambición de suplantar a Hitler algún día.
Después de que el famoso oficial militar Barón Wolfgang von Strucker tuvo una pelea con Hitler, Cráneo Rojo envió a Strucker a Japón para fundar una organización que prepararía el camino para las adquisiciones en el Lejano Oriente bajo el liderazgo de Cráneo Rojo. En el Lejano Oriente, Strucker se unió a una organización subversiva que se conoció como HYDRA, rompió sus lazos con Cráneo Rojo, se convirtió en jefe de HYDRA y se convirtió en una gran amenaza para la paz mundial.
A medida que avanzaba la Segunda Guerra Mundial, Hitler juró que si no podía conquistar el mundo, lo destruiría. "Para lograr este fin, Cráneo Rojo propuso la construcción de cinco máquinas de guerra gigantescas, que se llamarán Durmientes, que se ocultarán en varios lugares mientras generarán y almacenarán el poder que necesitarían, y luego se liberarán en una fecha futura, "Der Tag" ("The Day" en alemán), para destruir la Tierra si los Aliados ganaban la guerra. Hitler instruyó con entusiasmo a Cráneo Rojo para que construyera a los Durmientes, sin saber que Cráneo Rojo tenía la intención de usarlos para conquistar el mundo si el Tercer Reich de Hitler caía. En los días finales de la guerra en Europa, la inteligencia aliada recibió informes de un plan del día del juicio final nazi, con nombre en código "Der Tag", que se implementará después de la derrota de Hitler. Sin embargo, los Aliados no tenían idea de lo que implicaba el plan.
El Capitán América, a menudo con su compañero adolescente Bucky Barnes, luchó contra Cráneo Rojo y sus planes muchas veces durante la guerra. Los héroes también lucharon contra Cráneo Rojo cuando eran miembros de los Invasores. Una vez que fueron capturados por él y el Capitán América fue puesto bajo control nazi por una droga y le dijeron que asesinara al comandante supremo de los ejércitos Aliados en Europa, pero gracias a Bucky se liberó. Durante los últimos días de la Segunda Guerra Mundial en Europa, el Capitán América y Bucky fueron asignados a Inglaterra para evitar los desesperados esfuerzos nazis por sabotear las bases de suministro de los Aliados allí. Cráneo Rojo envió a varios de sus subordinados que se conocieron como los Exiliados, y un gran contingente de soldados alemanes leales y sus esposas a una base secreta de la isla ("Isla del Exilio"), donde organizarían un ejército para su uso en el futuro.
Las dos contrapartes pronto se enfrentaron por primera vez. Más tarde, Cráneo Rojo lavó temporalmente a tres de los Invasores para que le sirvieran. El Cráneo Rojo y el Capitán América continuaron participando en una serie de escaramuzas durante la guerra. En una ocasión, Cráneo Rojo capturó al Capitán América y le contó su origen. Puso al Capitán América bajo su control y trató de usarlo para matar a un oficial de alto rango, pero con la ayuda de Bucky, el Capitán América se liberó. Ahora que la derrota alemana se estaba convirtiendo en una realidad, Cráneo Rojo estaba más decidido que nunca a obtener venganza por sus numerosas derrotas personales del Capitán América y Bucky. Cráneo Rojo ha asignado al Barón Heinrich Zemo para ir a Inglaterra y, bajo la cubierta de robar un avión experimental de aviones aliados, para capturar o matar al Capitán América y Bucky. Sin embargo, Cráneo Rojo no sabía que los Aliados acababan de lanzar en paracaídas al Capitán América en el acosado Berlín para investigar "Der Tag".
Finalmente, el Capitán América siguió a Cráneo Rojo hasta su búnker oculto. Cráneo Rojo estaba a punto de lanzar una granada de mano armada a su enemigo cuando el Capitán América le arrojó su escudo. La granada explotó, pero Cráneo Rojo no fue asesinado, debido a su armadura. Sin embargo, fue gravemente herido y parcialmente enterrado en escombros. Pensando que se estaba muriendo, Cráneo Rojo desafiante le dijo al Capitán América que los Durmientes vengarían la derrota de los nazis. Entonces, de repente, comenzó un ataque aliado en Berlín. Un avión aliado lanzó una gran bomba de éxito en el búnker, causando una caída en la que el Capitán América apenas escapó. El Capitán América fue recogido por los Aliados y regresó a Inglaterra solo para caer en la trampa de Zemo, lo que llevó a la supuesta muerte de Bucky y al Capitán América a caer en animación suspendida durante décadas. Los pilares de apoyo que se entrecruzaban sobre Cráneo Rojo cuando el búnker se derrumbó lo salvaron de ser golpeado por toneladas de escombros cuando la bomba golpeó. El derrumbe también lanzó un gas experimental de los botes en el búnker que puso a Cráneo Rojo en animación suspendida, durante la cual sus heridas se curaron lentamente.

### Era Post-Segunda Guerra Mundial
El legado de Johann Schmidt continúa causando problemas a través de los Durmientes que son activados por sus agentes según lo programado. Capitán América neutraliza todas las máquinas a su vez.
Johann Schmidt finalmente es rescatado y revivido de la animación suspendida en los tiempos modernos por la organización terrorista A.I.M. Red Skull rápidamente subvierte una célula a sus propias ambiciones de conquista mundial y la muerte del Capitán América. Roba el Cubo Cósmico después de tomar el control de la mente de su Guardián con un dispositivo que plantó mientras estrechaba las manos, y revela que le dio a Zemo la orden de robar el avión bomba que llevó a la muerte de Bucky Barnes. Tenía una rivalidad con Zemo, y esperaba poner a sus dos enemigos uno contra el otro. El Capitán América se entera, del piloto moribundo de un avión que había estado siguiendo el avión del Guardián, que el Cubo había sido utilizado para destruir el avión. Schmidt le cuenta a otro miembro de AIM sobre sus planes después de ponerle un dispositivo de control mental, luego hace que se dispare él mismo. Él pelea con el Capitán América por primera vez en años después de obtener el Cubo en una isla. Comienza a enviar al Capitán América a otra dimensión cuando el Capitán América se ofrece para convertirse en su sirviente. Cráneo Rojo se encierra en una armadura dorada, y habla de crear un nuevo orden de caballeros. El Capitán América se acerca a él mientras Cráneo Rojo se prepara para apoderarse de él. Capitán América trata de obtener el cubo, Cuando Johann reaparece, él y Albert Malik comienzan a antagonizarse mientras reclaman la identidad de Cráneo Rojo. Finalmente, Malik es víctima de un asesinato organizado por Cráneo Rojo, a través de un agente deshonesto de Azote del Inframundo.
Cráneo Rojo captura parte de la isla de Manhattan, desata al cuarto Durmiente y captura al Capitán América en la Isla del Exilio. Cráneo Rojo luego recupera el Cubo Cósmico y cambia de cuerpo temporalmente con el Capitán América. También usa el cubo para alterar la personalidad de Sam "Snap" Wilson. Algún tiempo después, en su primera aparición fuera de un título con el Capitán América, lucha contra el Doctor Doom. Cráneo Rojo luego fomenta el odio racial en Nueva York, y se revela como el verdadero poder detrás del fragmento HYDRA con sede en Las Vegas, y se enfrenta al Kingpin.
Algún tiempo después, Cráneo Rojo mata a Roscoe (otro usuario del manto del Capitán América). También revive el uso de su "polvo de muerte". Cráneo Rojo luego pelea con el Doctor Doom en la luna, pero es derrotado. Con Arnim Zola, Cráneo Rojo busca trasplantar el cerebro de Hitler al cuerpo del Capitán América. Transforma a una serie de agentes de S.H.I.E.L.D. en sus esclavos rojos con cara de calavera. Cráneo Rojo se une al Hate-Monger, un clon de Hitler, y lo atrapa en un defectuoso Cubo Cósmico. Cráneo lidera la Orden Nihilista por un breve tiempo. Estableciendo una colonia nazi en una isla desierta, Cráneo Rojo engendra a una hija que en algún momento sería conocida como Madre Superiora.
El gas que colocó a Cráneo Rojo en animación suspendida desaparece y su cuerpo envejece rápidamente hasta sus años reales. Ahora físicamente débil y débil a mediados de los 80, Cráneo Rojo planea un enfrentamiento final con su archirrival. Secuestrando a los aliados más cercanos del Capitán América, obliga al Capitán América a entregarse a un tratamiento médico que envejece su cuerpo hasta la edad que le corresponde. Los dos hombres, sus cuerpos ahora antiguos, luchan una batalla a muerte. Cuando el Capitán América se niega a matarlo, Cráneo Rojo muere maldiciendo al Capitán América mientras su anciano cuerpo se apaga.

#### Resurrección
El genetista nazi Arnim Zola había obtenido muestras de ADN del Capitán América años antes y dispuso que la mente de Cráneo Rojo fuera trasplantada a un cuerpo clon del Capitán América en el momento de su muerte. Asumiendo la identidad de "John Smith" (el equivalente inglés de su nombre alemán natural), Cráneo Rojo decide reinventarse a sí mismo y su búsqueda del poder absoluto como un medio para celebrar su muerte infiel. Cráneo Rojo abandona sus antiguas creencias en el Nacionalsocialismo y en Hitler, en la creencia de que la filosofía nazi lo hizo ver como una reliquia del pasado y se orienta hacia la ideología estadounidense. Cráneo Rojo ve mucho potencial en el sueño americano del capitalismo y la autodeterminación y se propone establecer su propio punto de apoyo dentro de Washington D.C, culminando en que él obtenga el control sobre él. la Comisión de Actividades Sobrehumanas, un organismo gubernamental en Washington que supervisa y regula las actividades de superhéroes.
Red Skull también cambia su modo de operaciones: en lugar de "vivir de un gran esquema al siguiente", comienza a financiar una veintena de organizaciones malvadas que le reportan directamente, como el grupo de milicianos Watchdogs. También emplea a uno de los Azotes del Inframundo, una organización dedicada a matar supervillanos.
Cráneo Rojo hace que la Comisión retire a Steve Rogers de la posición de Capitán América y lo reemplace con el jingoísta John Walker. Aunque Walker intenta estar a la altura de los ideales de su predecesor, Cráneo Rojo organiza los asesinatos de los padres de Walker, volviéndolo loco y en una espiral descendente de asesinatos como parte de su plan para ennegrecer el nombre de Capitán América.
Cráneo Rojo mata a su peón principal en la Comisión, justo frente al Capitán América. A punto de exponerse, Cráneo Rojo intenta manipular a Walker para que mate a Rogers. Cuando Rogers derrota a Walker, Cráneo Rojo parece regocijarse por lo que le había hecho a Rogers, Walker y la reputación del Capitán América. Sin embargo, Rogers sigue dudando abiertamente de sus afirmaciones de ser su archienemigo muerto. Cráneo Rojo intenta matar a Rogers con un cigarrillo que contiene una dosis letal de Polvo de la Muerte (el veneno favorito de Cráneo Rojo), pero Walker lo golpea por detrás con su escudo. Cráneo Rojo inhala el Polvo de la Muerte y su rostro adquiere la apariencia de un cráneo rojo vivo; Su cabeza pierde su cabello y su piel se encoge, se aferra fuertemente a su cráneo y adquiere una decoloración roja. Cráneo Rojo sobrevive a la exposición debido a los efectos de la Fórmula super-soldado.
Después de esto, Cráneo Rojo crea un conflicto entre Estados Unidos y Symkaria. Se une a la conspiración de "Actos de venganza", pero es atacado por el mutante terrorista Magneto, un sobreviviente del Holocausto que quiere castigarlo por su participación en el régimen de Hitler. Magneto lo entierra vivo con suficiente agua para durar unos meses. Cráneo Rojo permanece encarcelado, cerca de la muerte y comenzando a ver el error de sus caminos, hasta que es rescatado por su secuaz Crossbones. Sintiéndose listo para morir en paz, Cráneo Rojo solicita que lo lleven a la cama de su finca privada y que el Capitán América venga a verlo. Al ver la cara de su archienemigo, Cráneo Rojo se sorprende al sentir un repentino estallido de odio que reaviva su voluntad de vivir.
Cráneo Rojo propone una alianza con el Kingpin para traer una nueva droga de diseño a Nueva York, pero Kingpin se niega a aliarse con los nazis y los dos se involucran en una guerra contra las drogas. Luego derrota a Cráneo Rojo en un combate cuerpo a cuerpo, perdonando su vida con la condición de que nunca vuelva a acercarse al territorio de Kingpin. Después de que los agentes de Cráneo Rojo permitieran que el compañero barón nazi Wolfgang von Strucker renaciera, el agradecido Strucker le permite a Cráneo Rojo el uso de los recursos de HYDRA.
El mandato de Cráneo Rojo en Washington termina cuando es capturado por Hauptmann Deutschland, y llevado a Alemania para ser juzgado por crímenes de lesa humanidad, como consecuencia de sus días como agente del Tercer Reich. Cráneo Rojo escapa por poco y es rescatado por Arnim Zola, y obligado a fingir su muerte y esconderse en un complejo de las Montañas Rocosas. Recluta a Viper, un movimiento que aliena a sus secuaces y se ve más afectado cuando su secuaz principal, Crossbones, secuestra a la novia del Capitán América, Diamondback, resultando en que el Capitán América encuentre la nueva guarida de Cráneo Rojo. Cráneo Rojo dispara a Crossbones y se esconde, mientras que Viper, con los fondos que invirtió de Cráneo Rojo como parte de un plan para usar televisores en todo Estados Unidos para los televidentes ciegos, es derrotada por el Capitán América.
Cráneo Rojo descubre que se enfrenta a la misma parálisis permanente que enfrentaba el Capitán América debido a su exposición a la Fórmula del Súper Soldado. Cuando la malvada científica Superia le ofrece al Capitán América una cura, el Capitán América se niega a hacerlo porque Superia dijo que el Capitán América le debía. Cráneo Rojo toma la cura y aparentemente mata a Superia, luego hace arreglos para que el Capitán América sea secuestrado por sus fuerzas restantes y reciba una transfusión de sangre que lo cure.
La recuperación del Capitán América continúa en un equipo reacio con Cráneo Rojo; un culto nazi que adoraba a Hitler como un dios había descubierto un Cubo Cósmico que contenía el alma de Hitler, puesto allí por el propio Cráneo Rojo. Los dos intentan evitar que el culto alimente por completo el Cubo Cósmico Hitler, pero Cráneo Rojo opta por enviar al Capitán América (contra su voluntad) al cubo para matar a Hitler, encarcelando al Capitán América en el cubo mientras él usa su poder para conquistar a la humanidad. El Capitán América se escapa y usa su escudo para cortar uno de los brazos de Cráneo Rojo, lo que hace que se caiga el Cubo. El Cubo se vuelve inestable, destruyendo a Cráneo Rojo.
Atrapado en una dimensión de pesadilla infernal y obligado a servir de botones a un mundo de inmigrantes no europeos, la voluntad de Red Skull es tan grande que puede escapar de su prisión. Como resultado, Red Skull ahora posee poderes limitados de distorsión de la realidad que lo hacen una amenaza cósmica. Es ayudado por Korvac, haciéndose pasar por Kang el Conquistador. Él es enviado a la nave de Galactus para robar más poder (particularmente el poder de la omnisciencia), lo que eliminaría todos los límites a los poderes de la realidad de Red Skull. Korvac emboscó a Skull, que le roba sus poderes cósmicos y lo expulsa a la Tierra.
Cráneo Rojo luego manipula su camino hacia la posición en la forma del Secretario de Defensa de los Estados Unidos, Dell Rusk (un anagrama de "Cráneo Rojo") para desarrollar un arma biológica que probó en el Monte Rushmore. Está expuesto y derrotado por los Vengadores. La Pantera Negra lo golpea tanto que rompe la mandíbula de Cráneo Rojo por la mitad.

#### Aleksander Lukin
Cráneo Rojo fue asesinado por el misterioso Soldado del Invierno, bajo las órdenes del renegado general soviético Aleksander Lukin que quería poseer el nuevo Cubo Cósmico que Cráneo Rojo había fabricado. Cuando Cráneo Rojo recibió un disparo, intentó usar el Cubo Cósmico para cambiar los cuerpos con Lukin para sobrevivir, pero como el Cubo Cósmico aún era débil, solo logró transferir su mente al cuerpo de Lukin, para que los dos enemigos quedaran atrapados juntos, librando una guerra constante por el dominio que Cráneo Rojo parece estar ganando progresivamente. Durante un plan para atraer al Capitán América, Cráneo Rojo / Lukin reclutó a varios cabezas rapadas alemanas y los convirtió en los sucesores del Hombre Supremo. Luego tuvo a estos soldados, apodados "Master Race", lanzaron un ataque en Londres, que fue frustrado por el Capitán América, Spitfire y Union Jack. Luego, Cráneo Rojo / Lukin activó un Durmiente, un robot programado para la destrucción masiva que supuestamente fue creado por el Doctor Doom. El robot dañó una parte importante del nuevo cuartel general de London Kronas, y finalmente fue destruido por el Capitán América y Bucky. Posteriormente, Cráneo Rojo envió una cinta de video, anunciando al mundo su regreso, seguida por Lukin, que ofreció una conferencia de prensa en la que condenó las acciones de Cráneo Rojo y Capitán América, y apoyó la Ley de Registro de Superhéroes. Luego, en su oficina, Cráneo Rojo presentó a Lukin a sus antiguos / nuevos asociados Crossbones y Sin.
Con los superhéroes de Estados Unidos divididos en el acto, Cráneo Rojo manipula los eventos para sus propios fines, con la ayuda de Doctor Faustus, Doctor Doom y Arnim Zola. Sus planes incluían la reunión del Capitán América y su examante Sharon Carter siendo manipulada por Faustus.
Inmediatamente después de la Guerra Civil, Cráneo Rojo pone en práctica sus planes, organizando que Crossbones le dispare al Capitán América cuando ingresa a un juzgado en la ciudad de Nueva York; En el caos subsiguiente, Carter, actuando bajo la directiva mental de Fausto, asesina al Capitán América. Esta es solo la primera fase del malvado plan de Cráneo Rojo. Tras el descubrimiento de su identidad como Lukin, Red Skull finge su muerte e inicia la segunda fase de su plan: usar las vastas posesiones de Kronas Corporation para paralizar económicamente a los Estados Unidos, antes de que los agentes de S.H.I.E.L.D. sean lavados de cerebro por el Doctor Faustus. En frente de la casa blanca, Cráneo Rojo continúa su ataque construyendo un motín colocando tropas de seguridad de Kronas y agua drogada en una protesta en el Monumento a Lincoln.
Al parecer, todo esto ha sido para elevar a su político títere, Gordon Wright, elevado a los ojos del público con el hecho de que se le atribuye la "resolución" de las situaciones, así como la supervivencia de un ataque (organizado) por parte del Escuadrón Serpiente. Una vez elegido, Wright conducirá al país directamente a un estado policial controlado secretamente por Cráneo Rojo. Cráneo Rojo también planea transferir su conciencia al hijo nonato de Sharon, aparentemente engendrado por el mismo Steve Rogers y posiblemente habiendo heredado sus mejoras de Proyecto: Renacimiento.
Ambos planes fracasan debido a la impaciencia e incompetencia de la hija de Cráneo Rojo: su ataque casi fatal a Sharon la hace perder al bebé, e intencionalmente arruina su pseudo-asesinato de Wright al intentar matarlo de verdad. Como Faustus ha manipulado a escondidas la programación de Sharon, ella es capaz de rebelarse y, antes de escapar, mata a Lukin. Este no es el final de Cráneo Rojo, ya que Zola había transferido su mente unos segundos antes a uno de sus cuerpos robóticos de repuesto, pero después de que su forma actual fuera dañada por el impostor Capitán América, no puede regresar a Cráneo Rojo, esencialmente atrapándolo. En su forma robótica actual por el momento.

#### Captain America: Reborn
Se ha revelado que Cráneo Rojo no mató a Steve Rogers, sino que atrapó su cuerpo en una posición fija en el espacio y el tiempo. Estaba planeando usar a Sharon Carter y una máquina creada por el Doctor Doom para devolver su cuerpo a su tiempo, pero desde que Sharon destruyó la máquina, su cuerpo ahora está a la deriva en el tiempo y el espacio. Aparentemente, se presume que Cráneo Rojo intentó transferir su mente al cuerpo de Rogers. Norman Osborn decide ayudarlo a completar su plan, ya que una figura del Capitán América liderando a su equipo de Vengadores aumentaría su popularidad con su traje de Iron Patriot. El pecado y las tibias cruzadas lo encuentran y lo llevan a Latveria para colocar la mente de Cráneo Rojo en un cuerpo vivo. Cráneo Rojo, Sin y Crossbones aterrizan en Latveria y el Doctor Doom los confronta, diciendo que los mataría si no era un hombre de su palabra. El Doctor Doom y Zola completan la máquina y, después de que Victoria Hand les trae a Sharon, la atan. La activan y pronto regresa el cuerpo de Steve. Cuando Steve abre los ojos, se muestran en rojo, lo que significa que Cráneo Rojo ahora tiene el control. Rogers aún reside en el cuerpo y durante la invasión de Washington D. C. a Cráneo Rojo, él y Steve luchan en la mente del cuerpo de Steve. Steve finalmente expulsa a Cráneo Rojo, colocándolo de nuevo en su cuerpo de robot. Para evitar que escape del área inmediata, Sharon golpea a Cráneo Rojo con un disparo de partículas Pym, lo que lo convierte en un robot masivo que no puede eludir la atención de ningún perseguidor. Mientras Rogers y los Vengadores mantienen a Cráneo Rojo ocupado con un ataque de equipo, es destruido por un proyectil de misiles disparado por Sharon en un acorazado A.I.M. secuestrado. En el epílogo, se demostró que Sin estaba demasiado cerca del robot que explotaba y que su cara estaba marcada por cicatrices, dejándola tan parecida a su padre.

### Clon de Cráneo Rojo
Siguiendo la historia de Avengers vs. X-Men, Cráneo Rojo regresa misteriosamente y reúne a un equipo llamado S-Men. Los S-Men de Cráneo Rojo atacan a Rogue y Bruja Escarlata en la tumba del Profesor X y le roban el cuerpo. En su escondite, se ve a Cráneo Rojo eliminando el cerebro del Profesor X en un complot para "erradicar la amenaza mutante". Este Cráneo Rojo se revela como un clon del original, creado por Arnim Zola en 1942 y mantenido en criogénico. Estancamiento en el caso de que Alemania perdiera la guerra. Fusionando parte del cerebro del Profesor X con el suyo, Cráneo Rojo le lava el cerebro a Bruja Escarlata como parte de un complot para eliminar a la población mutante del mundo. Rogue ataca a la Bruja Escarlata y luchan hasta que ambos descubren el cuerpo lobotomizado del Profesor X. Cráneo rojo llega y revela que ha fusionado su cerebro con el cerebro del Profesor X. Utilizando la telepatía del Profesor X, Cráneo Rojo provoca que ciudadanos comunes de Nueva York se conviertan en un asalto en masa incluso contra los posibles mutantes, incluso logrando tomar el control de Thor. Sin embargo, su telepatía sigue siendo errática, ya que Cráneo Rojo no puede controlar completamente al Capitán América y un ataque en su contra por Wolverine cortándose la mano derecha e interrumpiendo sus poderes el tiempo suficiente para que Rogue y Bruja Escarlata se liberen. El equipo finalmente obligó a Cráneo Rojo a retirarse después de que Rogue logra interrumpir temporalmente sus poderes, Havok se burla comparativamente de Cráneo Rojo con el deportista que golpea a los niños homosexuales para ocultar su propia homosexualidad.
Durante la historia de AXIS, Magneto llega a Genosha para descubrir que Cráneo Rojo lo ha convertido en un campo de concentración para mutantes y aún tiene el cerebro del Profesor X en él. Magneto ataca a Cráneo Rojo, pero es detenido rápidamente por sus S-Men. Cráneo Rojo tortura mentalmente a Magneto y le da visiones de quienes están más cerca de él sufriendo mientras no puede hacer nada para detenerlo. Después de ser liberado por Bruja Escarlata, Rogue y Havok, muerde un frasco debajo de la piel de la hormona de crecimiento mutante, que le da suficiente poder para luchar. Cuando Bruja Escarlata, Rogue y Havok quieren irse de la isla y alertar al resto de los Vengadores y X-Men de lo que Cráneo Rojo está haciendo, Magneto dice que se va a quedar y pelear. Antes de que puedan hacer nada, aparece Cráneo Rojo. Cráneo Rojo ahora tiene el grupo controlado por la mente. Planea usar el poder de Bruja Escarlata para moldear la realidad en su imagen. Él le dice a Magneto que se incline si quiere que su hija siga con vida, pero Magneto realiza un ataque furtivo lo suficiente como para romper el control de Cráneo Rojo sobre los demás. Después de matar a los S-Men, Magneto ataca a Cráneo Rojo, quien luego le dice a Magneto que el mayor temor del Profesor X era que él liderara a los X-Men. Magneto mata a Cráneo Rojo mientras los demás miran con horror. Magneto cree que todo ha terminado, solo para que Cráneo Rojo aparezca como un gigante llamado Red Onslaught.
En un intento por derrotar al nuevo Red Onslaught y su ejército de Centinelas Stark, creado a partir de la información obtenida de Tony Stark durante el tiempo en que estuvo a cargo de la Ley de registro sobrehumano, Magneto reúne a un equipo de villanos para tratar de tomar las fuerzas del Cráneo por sorpresa. Wanda intenta lanzar un hechizo que "invierte" el cráneo y saca la parte del profesor X que aún existe en su cerebro. Sin embargo, el plan fracasa cuando el hechizo resultante causa la inversión moral de todos los héroes y villanos en el área. Ahora que los villanos son la única esperanza de derrotar a los héroes corruptos, el Capitán América se ve obligado a proteger al Cráneo (que ahora se llama el Cráneo Blanco) de los malvados Vengadores, mientras que Spider-Man trabaja con los villanos invertidos para combatir a los diversos héroes corruptos. El Doctor Doom es capaz de invocar al espíritu del Hermano Voodoo para que posea a Wanda e invierta el hechizo, el Cráneo sacrificando su heroísmo y su libertad para restaurar a los héroes a la normalidad. Más tarde, el Doctor Doom se llevó a Cráneo Rojo.
Como parte de Marvel All-New, All-Different Marvel, se revela que el Cráneo Rojo se esconde en la Mansión de los Vengadores (ahora un hotel temático, ya que los diferentes equipos de Vengadores se han trasladado a nuevas bases) en una habitación subterránea secreta junto con Sin (quien ha sido restaurado a su apariencia original) desde que fue derrotado. Casi se descubre cuando Quicksilver y Deadpool investigan la habitación, pero utiliza una sugerencia psíquica para convencerlos de que la habitación está vacía, así como para sembrar una orden en el subconsciente de Quicksilver que se activará más adelante.
Durante la historia de Avengers: Standoff!, Cráneo Rojo se infiltra en las instalaciones de S.H.I.E.L.D. en Pleasant Hill, disfrazándose de sacerdote llamado Padre Patrick. Como Patrick, Cráneo Rojo instigó en secreto un levantamiento de los internos con lavado de cerebro de la instalación mediante la manipulación de Barón Zemo y el Fixer para restaurarlos a la normalidad. A raíz de la batalla con los villanos en Pleasant Hill, Cráneo Rojo funda su propia versión de HYDRA con Sin y Crossbones. Su primer ataque ocurre cuando usan Kobik, un cubo cósmico sensible que perteneció al cráneo, ahora 'educado' para percibir a HYDRA como una gran organización - para manipular los recuerdos de Steve Rogers para que crea que él ha sido un agente de sueño HYDRA desde la infancia, aunque el Cráneo ignora que Rogers convertido a HYDRA ahora intenta organizar un golpe de Estado de la organización para sus propios fines.
Cráneo en algún momento monta un asalto a los Vengadores, usando comandos previamente plantados para tomar el control del equipo, pero Deadpool es capaz de resistirlo lo suficiente como para colocar el casco de Magneto en la cabeza de Rogue, haciéndola inmune a la telepatía lo suficiente como para llamar la atención. Retirar el cráneo y llevarlo a ser operado por Bestia. El fragmento del cerebro de Xavier se extrae del Skull, pero aunque Rogers intenta tomar la custodia del fragmento para sus propios fines, Rogue y Johnny Storm vuelan e incineran el fragmento del cerebro, dejando a Skull bajo custodia por Rogers. Aunque es rescatado por Sin, Sin y Crossbones, posteriormente traicionan a Skull para demostrar su lealtad a Rogers, quien mata al clon para siempre, empujándolo por el acantilado fuera de la mansión de Skull, Rogers revelando que nunca fue leal a Skull desde el comenzando.
Durante la historia del Imperio Secreto, el hombre despeinado con un uniforme desgarrado de la Segunda Guerra Mundial que se presentó como Steve Rogers, junto a las personas que dicen ser "Bucky" y "Sam Wilson", se encuentra con el clon de Cráneo Rojo, que planea llevarlos "a casa". Mientras el otro Steve Rogers cuelga de una cuerda atada a un árbol, se encuentra al lado de un hombre divagador. Cuando el clon de Cráneo Rojo se lleva al hombre distante, le dice al otro Steve Rogers que pronto llegará su momento. El otro Steve Rogers le pregunta al clon de Cráneo Rojo dónde está y el clon de Cráneo Rojo afirma que están en el "Infierno". También afirma que no son más que fantasmas que son remanentes que se desvanecen en la muerte. El clon de Cráneo Rojo usa un bate de púas en el pecho del otro Steve Rogers. El clon de Red Skull está torturando al otro Steve Rogers con un ardiente pedazo de madera envuelto en una espina. El clon de Cráneo Rojo afirma que le está otorgando a los otros Steve Rogers "paz" y está a punto de asestar el golpe mortal al otro Steve Rogers. Antes de que pueda atacar, el otro Steve Rogers ve a la hermosa niña rubia que vio al principio de la serie que fue la misma que fue envenenada y que pensó que había muerto. Se da cuenta de que todavía hay esperanza y evade el ataque del clon del Cráneo Rojo. El otro Steve Rogers luego aborda el clon del Cráneo Rojo y ambos caen en picado desde el acantilado hasta el agua. El clon de Red Skull llama al otro Steve Rogers un idiota por sus acciones.

### Otras identidades usadas
Hubo otras personas que se hicieron pasar por Cráneo Rojo:

#### George John Maxon
Creado por Joe Simon y Jack Kirby, George Maxon apareció como Red Skull en Captain America Comics # 1 (marzo de 1941) y # 3 (mayo de 1941). Maxon es un empresario estadounidense y agente nazi que dirigió un círculo de espías y saboteadores y se desempeña como agente de Johann Schmidt (el verdadero Cráneo Rojo). Se enfrenta al Capitán América durante dos de las primeras misiones de este último. Se cree que Maxon murió durante el segundo encuentro, aunque reaparecería para un último encuentro con el Capitán América.

#### Albert Malik
Con la desaparición de Johann Schmidt después de 1945, la reputación de Red Skull era aún lo suficientemente formidable como para resultar útil. En 1953, el agente soviético de la KGB, Albert Malik estableció su organización espía / criminal en Argelia y asumió la identidad de Red Skull, pretendiendo que era el original, cuando estaba sirviendo a los intereses soviéticos, en Captain America Comics # 61. Durante la década de 1950, se enfrentó a la versión entonces activa del Capitán América, que también pretendía ser el original. Mientras que el Capitán y Bucky (Jack Monroe) fueron puestos en animación suspendida cuando su defectuosa réplica de la Fórmula del Súper Soldado afectó seriamente su mente y la de Bucky, Malik continuó con sus actividades y con el tiempo cortó sus vínculos con la Unión Soviética.
También fue responsable de la muerte de Richard Parker y Mary Fitzpatrick-Parker, los padres de Peter Parker, informados por el super criminal de Gustav "El Caballero" Fiers a su estado de espía.
Albert fue asesinado más tarde por un Azote del Inframundo, que operaba en nombre del Cráneo Rojo original Johann Schmidt, disfrazado de piloto.

#### Sinthea Schmidt
Sinthea "Sin" Schmidt es la hija de Johann Schmidt que adopta brevemente el apodo de Cráneo Rojo después de haber sido marcado como su padre.

## Poderes y habilidades
Aunque no tiene habilidades sobrehumanas, Cráneo Rojo posee un gran intelecto y genio inventivo y es un estratega subversivo y político altamente dotado. En un momento, la mente de Cráneo Rojo habitó un cuerpo clonado del Capitán América, que poseía las alteraciones mutagénicas inducidas por la Fórmula del Súper Soldado. Por lo tanto, estaba dotado de un cuerpo que estaba en perfecto estado físico, con fuerza, velocidad, durabilidad, agilidad, destreza, reflejos, coordinación, equilibrio y resistencia física que excedían a la de un atleta olímpico. A pesar del tejido cicatricial que cubre su cara y cabeza, sus sentidos aún estaban por encima de la media. Se le ha mostrado como un excelente artista marcial, aunque nunca estuvo al par con el mismo Capitán América; originalmente fue entrenado por atletas alemanes nombrados por Hitler.
Mientras compartía el cuerpo de Alexander Lukin, perdió sus habilidades sobrehumanas. Desde entonces, reside en uno de los cuerpos de Androide diseñados por Arnim Zola, con mayor resistencia.
Por lo general, se armó con un cigarrillo que podía disparar un gas venenoso fatal, su "polvo de la muerte", hacia su víctima. El "polvo de la muerte" es un polvo rojo que mata a una víctima a los pocos segundos de contacto con la piel. El polvo hace que la piel de la cabeza de la víctima se arrugue, se apriete y tome una decoloración roja, mientras que todo su cabello se cae; Por lo tanto, la cabeza de la víctima se asemeja a un "cráneo rojo". También lleva un gran arsenal de armas de fuego y explosivos convencionales y avanzados.
Después de fusionar su propio cerebro con el de Charles Xavier, el clon de Red Skull gana poderosas habilidades telepáticas. Después de ser asesinado en una pelea con Magneto, el clon del Cráneo Rojo se convirtió temporalmente en una entidad psiónica similar a Onslaught, incrementando enormemente sus poderes originales mientras que también le dio otros nuevos, que van desde la proyección astral material, control total sobre su estado psiónico produjo zarcillos, cambio de tamaño y tal, proyección de energía en forma de explosiones ópticas, además de un gran control sobre sus habilidades psíquicas, capaz de afectar mentes de todo el mundo para iniciar el odio en todo el mundo. Sin embargo, después de volver a su forma original, más tarde expresó frustración con este nuevo poder, ya que hace que la conquista sea demasiado fácil para él, al darse cuenta de que quiere que la gente se arrastre ante él y lo intente, en lugar de hacer que lo hagan con sus habilidades manipulando a ellos en sumisión. Cráneo Rojo en algún momento pierde estas habilidades cuando es capturado por Rogue y llevado a Bestia, quien realiza una cirugía en el Cráneo para extraer los elementos del cerebro de Xavier de los suyos.

## Otras versiones

### Tierra-110
Red Skull se alió con Doctor Doom, Hulk, Magneto, Namor y Ultron para hacerse cargo de Manhattan.

### Heroes Reborn
En el universo Heroes Reborn, Cráneo Rojo se revela como el banquero de la Supremacía blanca del Hombre Supremo. Esta versión hace referencia a sus peleas con el Capitán América durante la Segunda Guerra Mundial, pero es detenido por Nick Fury, Capitán América y Falcon.

### JLA / Avengers
Red Skull aparece brevemente como uno de los enemigos que defiende la fortaleza de Krona en el número 4, y es derrotado por Jay Garrick, el Golden Age Flash.

### Tierra X
Johann Schmidt fue matado por el Capitán América algún momento anterior a la Tierra X. Después de que Red Skull matara a Bernie Rosenthal y luego aclamara al Capitán América como la realización del sueño nazi, el Capitán América decapitó a Red Skull usando su escudo de marca registrada. Como resultado de su desilusión de tomar una vida, el Capitán América se retiró de los Vengadores, solo para más de espiral en la depresión después de los Vengadores fueron asesinados en Washington D. C. Schmidt fue visto más tarde en la tierra de los muertos y luego como uno de aquellos en el Paraíso de Mar-Vell, esperando vivir en su propia versión personal del Cielo.
A pesar de su muerte, el legado de Cráneo Rojo vivió en el universo de la Tierra X. Ben Beckley asumió la identidad del cráneo (no el cráneo rojo, ya que no tenía idea de quién era el Cráneo Rojo) y se dispuso a conquistar el mundo, comenzando con un viaje de costa a costa a través de América. Usando su poder de control sobre el cerebro (y, por lo tanto, las acciones) de cualquiera, reunió a un ejército de miles de personas, solo para entrar en conflicto con Steve Rogers en su identidad de Capitán América. Insultando al Capitán América como viejo y desactualizado, el Cráneo lo salvó, pero tomó a varios de los aliados del Capitán América como parte de su ejército. Después de llegar a la ciudad de Nueva York, el Capitán América y otros héroes se opusieron a Cráneo, y el Capitán América le rompió el cuello para detenerlo. Beckley se vería más tarde en la Tierra de los Muertos con su padre, el Hombre Cometa, y ayudaría a los héroes a convencer a los muertos de que habían fallecido.

### Elseworlds
En el especial Batman y Capitán América de DC / Marvel de 1997, Red Skull contrata al Joker para robar una bomba atómica durante la Segunda Guerra Mundial. Joker evade a Batman, Cap, Bucky y Robin y se lo entrega a Red Skull, pero se horroriza cuando se entera de que Red Skull es un nazi (que dice: "Puede que sea un lunático criminal, ¡pero yo soy un lunático criminal estadounidense !"). Cuando Red Skull amenaza con lanzar la bomba en Washington D. C., Joker realmente lo combate en la bodega de carga del avión. Cuando el Capitán América y Batman toman el avión y lo llevan al océano, los dos villanos se retiran con la bomba justo antes de que explote. Tanto Capitán América como Batman están convencidos de que los dos siguen vivos de alguna manera.

### Marvel Zombies
En Marvel Zombies, Red Skull es un zombi no muerto con un hambre insaciable por la carne de los vivos. En el número 5, finalmente logra matar al Coronel América, sacando lo último del cerebro expuesto del Coronel antes de ser decapitado por un zombi Spider-Man, y su cabeza aplastada por la bota del Hombre Gigante. Sus últimas palabras fueron "Valió la pena, todo, solo por esto", lo que indica que había esperado por muchos años para finalmente matar a su enemigo de larga data y que incluso su zombificación actual no podía detener su lujuria por el asesinato.

### Viejo Logan
En un futuro posible donde una batalla final entre los héroes y villanos terminó con la victoria de los villanos, Red Skull se revela como el cerebro de la conquista de los villanos y se ha convertido en presidente de los Estados Unidos. Al vivir en la Casa Blanca, redecorada por los nazis, Red Skull había empezado a usar el viejo uniforme manchado de sangre del Capitán América y a recoger truculentos trofeos de héroes caídos. Cuando sus hombres traen a un Wolverine herido, Logan y Red Skull pelean en su sala de trofeos. No dispuesto a revelar sus garras durante la pelea, Wolverine decapita a Red Skull con el escudo del Capitán América, terminando su villanía.

### Ultimate Marvel
La versión Ultimate Marvel de Red Skull aparece en Ultimate Comics: Avengers y fue creada por Mark Millar. Esta encarnación es el hijo ilegítimo de Steve Rogers y Gail Richards, y usa pantalones sencillos de color caqui y una camiseta blanca en lugar del traje nazi / militar de la contraparte 616. Después de la presunta muerte de su padre durante la Segunda Guerra Mundial, es sacado de su madre y criado en una base militar donde parece ser un joven bien ajustado, físicamente superior y tácticamente brillante que se parece mucho a su padre. Sin embargo, su personalidad tranquila es una artimaña. Alrededor de la edad de diecisiete años, mata a más de 200 hombres en la base y luego se corta su propia cara rechazando a su padre, dejando un "cráneo rojo". Como símbolo final de su rebelión contra el sistema que lo creó, asesina al presidente John F. Kennedy. Durante su carrera, él fuerza a Petra Laskov. Elegir entre matar al marido de la mujer o al hijo infantil. Después de que Petra mata al marido, el Cráneo mata al niño de todos modos, y luego Petra lo viola brutalmente por sus secuaces. Después de décadas de trabajar como asesino profesional, Red Skull se une a A.I.M. para que él y sus hombres puedan robar los planos del Cubo Cósmico. Allí finalmente se encuentra con el Capitán América.y lo golpea brutalmente. Antes de expulsar al Capitán América de su helicóptero, Red Skull revela su verdadera identidad. En la sede de A.I.M. en Alaska, Red Skull mata al oficial principal y se hace cargo de la operación. Ahora en control del Cubo Cósmico, gana gran poder. Como muestra sádica de su poder, tiene a todo el equipo de Alaska A.I.M. canibalizado entre sí. Cuando los Vengadores llegan a la escena, atacan de inmediato, pero el Cubo le otorga un poder casi ilimitado, haciéndolo absolutamente invulnerable. El Capitán América llega en un avión Teleporter robado, pero Red Skull obliga al avión a estrellarse. Cap sobrevive al choque y teletransporta el avión a las coordenadas exactas de Red Skull, empalándolo en una de las dos varillas que sobresalen de su nariz. Red Skull es llevada a un hospital y mantenida con vida el tiempo suficiente para que su madre se despida. Red Skull le explica a Nick Fury que todo lo que quería hacer con el Cubo Cósmico era regresar el tiempo y evitar que su padre se perdiera, para que pudiera crecer con él y llevar una vida normal. Petra (disfrazada de enfermera) entra en la habitación y dispara a Red Skull en la cabeza, matándolo. Gregory Stark da a entender que Fury fue responsable de que Red Skull se retirara del retiro para recuperar su puesto en S.H.I.E.L.D.

## Trayectoria editorial
Cráneo Rojo es uno de los varios personajes de la Era de Plata de Marvel sin una contraparte Ultimate. En una entrevista dada brevemente después del lanzamiento de "The Ultimates", Mark Millar había seleccionado a Red Skull, junto con Doctor Doom, como los únicos villanos "tradicionales" de Marvel a los que desearía usar en las páginas de las series. Sin embargo, ni Doctor Doom (a pesar de haber aparecido en Ultimate Fantastic Four) ni Cráneo Rojo se materializaron como Millar había optado para crear un nuevo "rival" para Capitán América en la forma de The Coronel, un joven persa cuya ciudad fue destruida por los Ultimates y quien fue verbalmente abusado al negarse acobardado y temeroso ante el Capitán América. El personaje fue dotado con el suero Super Soldier por el dios Loki y con un traje similar al del Capitán América, aunque con casco rojo.

## Apariciones en otros medios

### Televisión
- Cráneo Rojo apareció en varios episodios del segmento Capitán América de The Marvel Super Heroes, serie animada de los años 1960, expresado por Paul Kligman.[100]
- Cráneo Rojo apareció en la serie animada Spider-Man de 1981, expresado por Peter Cullen.[100]
- Cráneo Rojo apareció en Spider-Man and His Amazing Friends, episodio, "Quest of the Red Skull", expresado de nuevo por Peter Cullen.[100]
- Cráneo Rojo apareció en la serie animada Spider-Man, la Serie Animada, expresada por David Warner (en "El Gato") y por Earl Boen (en el arco de la historia de "Seis Guerreros Olvidados").[100] Él primero hace una aparición del cameo en el episodio "El Gato" antes de aparecer como figura central en el arco de la historia de "seis guerreros olvidados". En la década de 1940, después de una batalla con el Capitán América y sus compañeros de equipo, ambos se quedaron atrapados en la animación suspendida en un vórtice abierto. Cuando el hijo de Cráneo Rojo (como Electro) liberó a su padre del torbellino 50 años después, el Capitán América fue lanzado inadvertidamente, y Cráneo Rojo y Capitán América lucharon nuevamente. Al final del episodio, él y Capitán América regresaron en el vórtice estando atrapados nuevamente.
- Aparece en The Super Hero Squad Show, expresado por Mark Hamill con un acento alemán.[101] Aparece en los episodios "Ira de la Calavera Roja" y "Bruja de la Guerra Mundial".
- En la serie animada Los Vengadores: Los héroes más poderosos del planeta, expresado por Steven Blum con un acento alemán para Red Skull y un tono de estilo americano para el debut animado de Dell Rusk.
  - En la primera temporada, durante la Segunda Guerra Mundial, Cráneo Rojo utiliza los recursos de Hydra durante la Segunda Guerra Mundial para secuestrar bestias mitológicas nórdicas de los Nueve Reinos y someterlos a su control. Aunque el Capitán América y Bucky Barnes frustraron su esquema, Cráneo Rojo indirectamente causa la animación suspendida del Capitán América y el fallecimiento de Bucky.
  - En la segunda temporada, el presente, regresa tranquilamente como Dell Rusk, el secretario de Defensa y el líder de Código Rojo con Falcon, Doc Samson, Red Hulk y Bucky como Soldado del Invierno. Él libera un arma biológica en Nueva York y acusa a los Vengadores de haber liberado el arma. Él envía el código rojo para arrestarlos mientras que el Soldado del Invierno captura al Capitán América para Cráneo Rojo. Gracias a Iron Man y Soldado del Invierno, el Capitán América fue capaz de derrotar a Cráneo Rojo. Con su alias Dell Rusk expuesto al público, Cráneo Rojo es enviado a la Hidro-Base hasta que sus Durmientes lo sacan de la prisión. Se revela que convirtió al compañero de su némesis en Soldado del Invierno para ser su asesino lavado el cerebro que le sirve. Usando sus Durmientes que combinan en uno equipado con un Nova Cannon, él ataca Washington D. C.. Cuando los Vengadores lucharon contra el Durmiente combinado, Capitán América y Soldado del Invierno luchan Cráneo Rojo en la cabeza del Durmiente. Cráneo Rojo aparece victorioso hasta que Soldado del Invierno daña la computadora del Durmiente. Los Vengadores lograron derrotar al Durmiente y capturaron a Cráneo Rojo.
- Cráneo Rojo aparece como villano principal de Avengers Assemble expresado por Liam O'Brien con un acento alemán:[102]
  - En la primera temporada, él es el líder de la Camarilla. En el piloto de dos partes "El Protocolo de los Vengadores", Cráneo Rojo aparece ante el Capitán América, por sorpresa. Tras aparentemente vaporizar al Capitán América con un arma láser, Cráneo Rojo se enfrenta a Iron Man. Se escapa, sin embargo, gracias a haber aliado con MODOK. Después de que los Vengadores sean reensamblados para asaltar la base de Cráneo Rojo, se revela que Cap está vivo, pero está enganchado a una máquina con Cráneo Rojo. Cap ataca posteriormente a Iron Man, revelando que él es el Cráneo Rojo que se ha importado para vivir más tiempo, Dejando su nemesis morir en su propio cuerpo moribundo. Pero después de una batalla con los Vengadores, el intercambio mental se invierte, y los dos enemigos están de vuelta en sus propios cuerpos. Sin embargo, MODOK roba la armadura de Iron Man y el reactor Ark para Cráneo Rojo, rebautizándose como Iron Skull. A lo largo de la primera temporada, Iron Skull recluta a Dracula, Attuma e Hyperion para unirse a él y MODOK en la Camarilla para vencer a los Vengadores en su propio juego mientras obtenían el Tesseract. Pero el final de la temporada reveló que Iron Skull pretendía eliminar a sus aliados bajo la farsa de que los estaba enviando a otras dimensiones mientras tomaba el Tesseract y se convertía en la Calavera Cósmica. Pero finalmente es derrotado, Perdiendo su traje de Iron Skull a Iron Man mientras se retira en un portal donde presenta el Tesseract a Thanos.
  - En la segunda temporada, Cráneo Rojo vuelve a la Tierra, después de haber sido torturado por Thanos hasta el punto de ser una concha de su antiguo ser con la Piedra de Poder como los Vengadores lo colocan bajo su custodia. Después de sobrevivir al intento de secuestro del Soldado del Invierno, Cráneo Rojo es restaurado en su antigua gloria y escapa durante el caos causado por las interrupciones temporales de la Piedra del Tiempo. Se escapó a Monster Island y formó una alianza con Dormammu, ganando el control sobre los Seres sin Mente. Quería cubrir toda la isla en un campo de fuerza mágica impenetrable para protegerse de Thanos, a pesar de la pérdida de las Gemas del Infinito, hasta que es derrotado por los Vengadores.
  - En la cuarta temporada, Cráneo Rojo aparece hecho prisionero por su inteligencia artificial, el Durmiente, siendo superior a él y usó uno de sus Skullbots como 627, para llamar a los Nuevos Vengadores en liberarlo, siendo una mascota de Visión al llamarlo Skully. Pero luego al destruir su I.A., Cráneo Rojo comanda a 3 Omega Skulls para destruir a los Nuevos Vengadores y llegar a la ciudad de París, Francia. Al sacrificarse Skully, los Nuevos Vengadores capturan a Cráneo Rojo y lo encierran en la prisión junto al Líder. En el episodio, "La Costa de Vibranio", aparece como un capitán pirata al mando, junto a su segundo al mando Calavera y su tripulación de Skullbots en el mar de Battleworld. Captura a Ant-Man, Ms. Marvel y Typhoid Mary, quién tiene un mapa del tesoro de vibranium, después al escaparse, los siguieron hasta la ubicación. Al encontrarlos, y tomados prisioneros, son emboscados por un grupo de simios llamados por Typhoid Mary, hasta que él, Calavera y sus Skullbots son derrotados.
- Cráneo Rojo aparece en el especial de animación de Disney / Marvel del verano de 2013, Phineas y Ferb: Misión Marvel,[103] con la voz de Liam O'Brien.[104]
- También aparece en la segunda temporada de Hulk and the Agents of S.M.A.S.H. (2015) expresado nuevamente por Liam O'Brien.[100] En el episodio "Un Futuro Aplastante, Parte 4: Los Años de HYDRA", cuando Hulk siguió al Líder a la Segunda Guerra Mundial y se reunió con el Capitán América, se encuentran con la trama del Líder para usar una réplica del laboratorio de Abraham Erskine. Usa energía gamma para convertir Cráneo Rojo en el Cráneo Verde. Cráneo Verde logra abrumar a Hulk y el Capitán América. Mientras que Líder utiliza su Gamma Siphoner en Hulk, Green Skull libera al Capitán América para forzar a rendirse. Esto conduce a un presente alternativo donde el Líder gobierna a HYDRA, utiliza un dispositivo en forma de rueda impulsado por Green Skull, y lucha con los Agentes de SMASH junto a un Capitán América más viejo. Gracias a una táctica de Captain America antes de la mención pública de una rendición por las ondas, Hulk es liberado, convirtiendo el Gamma Siphoner en Green Skull, regresándole de vuelta a Red Skull. Hulk entonces derrota a Cráneo Rojo y el Líder se escapa haciendo que el presente dominado por HYDRA vuelva al presente real.
- También apareció en la tercera temporada de Ultimate Spider-Man: Web Warriors, episodio 1; "El Hombre Araña Vengador, parte 1", pero solo sale como prototipo de lucha como cameo.
- Cráneo Rojo aparece en Lego Marvel Super Heroes: sobrecarga máxima, expresado por Chi McBride.[100]
- Cráneo Rojo aparece en Marvel Disk Wars: The Avengers, con la voz de Motomu Kiyokawa.[100]

### Películas
- Cráneo Rojo apareció por primera vez en el cine originalmente en la película de 1990 directa a vídeo, Captain América, interpretado por Scott Paulin. En esta adaptación, el personaje es un oficial italiano y luego mafioso llamado Tadzio de Santis. Tadzio era un niño genio cuya familia fue asesinada por los soldados del Eje que lo sometieron al suero Super Soldier dejándolo deformado y malvado. Cráneo Rojo lanza un misil en Washington, pero el Capitán América ataca la base de Cráneo Rojo. Lucha contra el Capitán América a bordo del misil volador y se ve obligado a cortar su mano para evitar la muerte. Después que el Cap. es atrapado en el hielo, Cráneo Rojo forma una organización criminal con su hija Valentina. Cráneo Rojo intenta lavar el cerebro del presidente solo para ser detenido a través de una grabación de la muerte de su familia. Perdido en sus pensamientos, el Capitán América usa su escudo para arrojar a Cráneo Rojo por un acantilado.
- Cráneo Rojo hace un cameo en la película animada del 2013, Iron Man & Hulk: Heroes United. Se le ve en los poscréditos.
- Cráneo Rojo aparece como uno de los villanos principales de la película animada del 2014, Heroes United: Iron Man & Captain America, con la voz de Liam O'Brien.

### Universo cinematográfico de Marvel
Johann Schmidt / Cráneo Rojo ha aparecido en tres películas de Universo cinematográfico de Marvel:
- Apareció en la película del 2011, Capitán América: el primer vengador; interpretado por Hugo Weaving.[105][106] En esta adaptación, él es el jefe de HYDRA que sirvió como la división de ciencia profunda de los nazis. Schmitt le ordenó al Dr. Erskine que usara la Fórmula experimental del Súper-Soldado. La fórmula inacabada lo había mejorado físicamente, pero también lo había deformado permanentemente. Fue desterrado por Adolf Hitler, quien le dio su apodo de "Cráneo Rojo". Cráneo Rojo lleva una incursión a Noruega, donde recupera el Tesseracto, un artefacto que una vez fue propiedad del dios nórdico Odín que contiene la Gema del Espacio, y tiene a su científico principal Arnim Zola. Desarrolla armas avanzadas impulsadas por el dispositivo. En última instancia, desilusionado con los nazis, Cráneo Rojo se aleja del régimen nazi y establece a HYDRA como su propia fuerza contra los Aliados y el Eje por igual con aspiraciones de dominio mundial. El Capitán América lidera la lucha contra HYDRA, obligando al grupo a retirarse a su base final en los Alpes. Cráneo Rojo lanza su plan para destruir todas las principales capitales del planeta, comenzando por Nueva York. Es derrotado por el Capitán América a bordo de su avión, el Valkyrie. Al tocar el Tesseracto, se presume que ha sido destruido.
- Cráneo Rojo regresa en Avengers: Infinity War, siendo interpretado por Ross Marquand,[107] reemplazando a Weaving, ya que este último actor expresó previamente su renuncia a repetir el papel. Después de los eventos de The First Avenger, se revela que Cráneo Rojo fue transportado al planeta Vormir, donde recibe la maldición de servir como guía fantasmal para los que buscan la Gema del Alma, que ahora se conoce con el nombre de "The Stonekeeper". Cráneo Rojo lleva a Thanos y Gamora al abismo cercano e informa a Thanos que debe sacrificar a alguien a quien ama por la Gema del Infinito, mientras un triste Titán lanza a Gamora fuera del acantilado hasta su muerte. Debido a que no amaba a nadie más que a sí mismo, Cráneo Rojo no pudo reclamar la Gema del infinito. Los directores Joe y Anthony Russo declararon que después de que Thanos reclame la Gema del Alma, Cráneo Rojo es liberado de su maldición y se le permite salir de Vormir y perseguir su propio deseo de las Gemas Infinitas.[108] Ross repite su papel en Avengers: Endgame, en el que guía el tiempo en el que viajan Clint Barton y Natasha Romanoff en Vormir repitiendo lo mismo por lo que el Thanos del presente paso, solo que esta vez eran Barton y Natasha los que tenían que elegir.[109]
- Una versión alternativa de la línea de tiempo de Schmidt aparece en la serie animada de Disney+, ¿Qué pasaría si...? episodio "¿Qué pasaría si... la Capitana Carter hubiera sido la primera Vengadora?",[110] con la voz de Marquand. De manera similar a los eventos de Capitán América: el primer vengador, intenta lograr la dominación mundial a través del Tesseracto, pero se enfrenta a la oposición de la Capitana Carter. Los planes de Schmidt finalmente culminan en que él use el Tesseracto para abrir un portal y convocar a una criatura interdimensional, solo para que lo mate.

### Videojuegos
- Cráneo Rojo aparece en Lego Marvel Super Heroes. Aparece en el nivel "Rock Up at the Lock Up" donde escapa de La Balsa junto con otros villanos. Reaparece en el nivel "Red Head Detention" como jefe final donde se enfrenta a Antorcha Humana y al Capitán América, pero al final Wolverine le mete cave haciendo que destruya el portal a Asgard, por cual Loki escapó. Probablemente fue arrestado junto a sus matones al finalizar el nivel.
- Cráneo Rojo aparece en Capitán América: Super Soldier,[111] expresado por Keith Ferguson.
- Cráneo Rojo es el jefe final en Captain America and The Avengers.
- Cráneo Rojo aparece en las versiones de PlayStation 3 y Xbox 360 de Marvel Super Hero Squad: The Infinity Gauntlet, con la voz de Mark Hamill.
- Cráneo Rojo aparece como un personaje villano en Marvel Super Hero Squad Online.
- Cráneo Rojo aparece como no jugable en Marvel Super Hero Squad: Comic Combat, con la voz de Mark Hamill.
- Cráneo Rojo aparece como jefe en el juego de Facebook Marvel: Avengers Alliance. Lo sacaron de su animación suspendida cuando el "Pulso" golpeó la Tierra.
- Cráneo Rojo aparece en Marvel Heroes.
- Cráneo Rojo aparece como personaje jugable en Lego Marvel's Avengers, con la voz de Liam O'Brien.[100] También tiene un papel en la historia, que aparece en las partes pasadas del tercer nivel (que se basa en su papel en Capitán América: el primer vengador)
- Cráneo Rojo es un personaje jugable en Marvel: Future Fight.[112]
- Cráneo Rojo aparece como jefe y como personaje desbloqueable en Marvel Contest of Champions.[113]

### Actuación en vivo
- Cráneo Rojo aparece en Marvel Universe Live!, espectáculo de arena, luciendo su armadura negra de Avengers Assemble.[114]